# Wikingerraubzüge ins Mittelmeer
Die Wikingerraubzüge ins Mittelmeer Mitte des 9. Jahrhunderts gehören zu den ersten prägenden Kontakten der Nordmänner mit den christlichen Südeuropäern und muslimischen Mauren und Arabern. Die Wikinger plünderten einen Großteil der europäischen Küsten und ihre Raubzüge inspirierten zahlreiche Legenden.

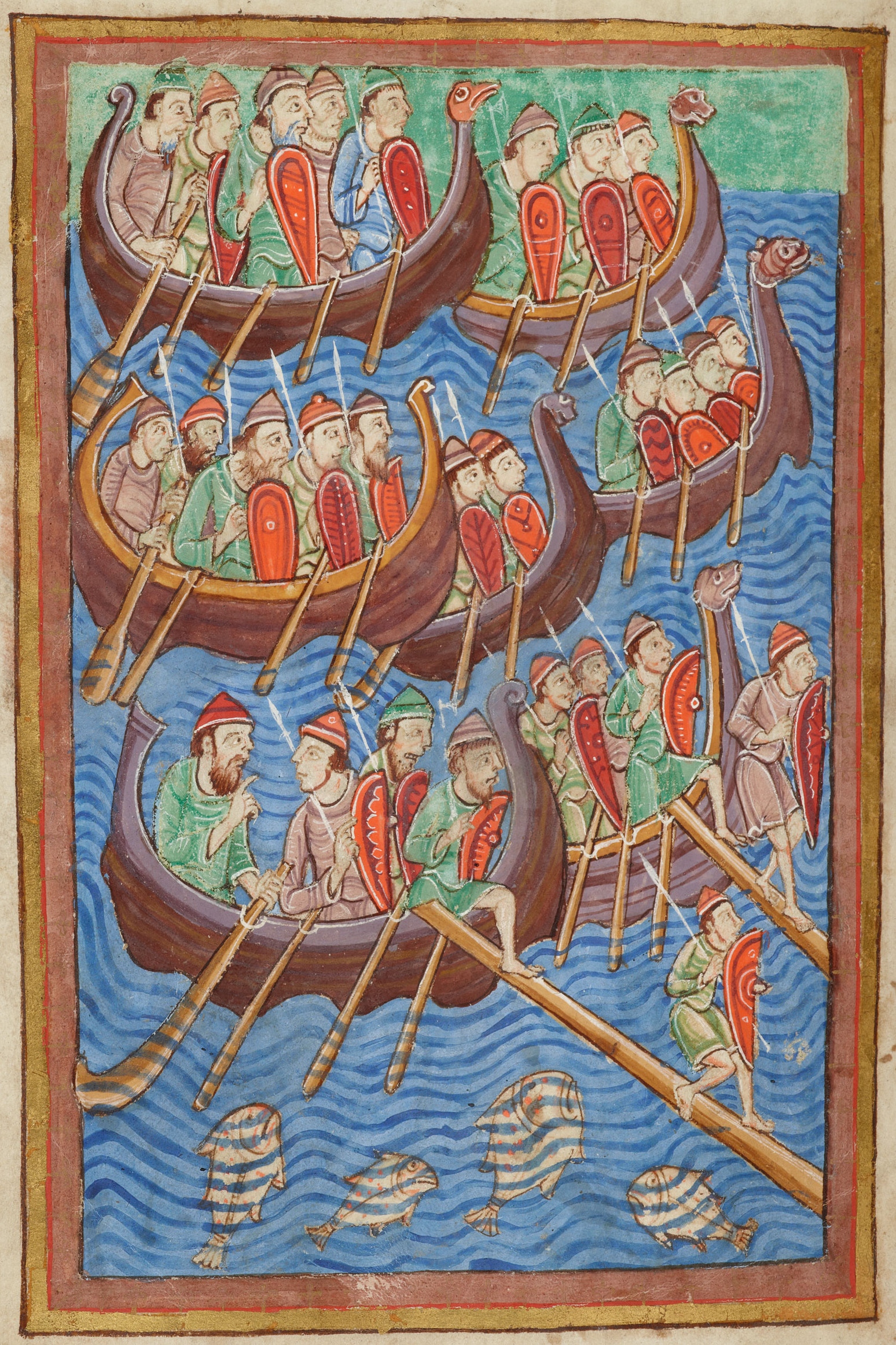
Zeitgenössische Darstellung dänischer Wikinger

## Raubzug 844
Im Jahr 844 tauchte eine angeblich 100 Schiffe zählende Flotte der Wikinger unter dem Kommando von Björn Járnsiða und Hástein an den Küsten Aquitaniens auf. Sie folgten dem Lauf der Garonne bis Toulouse und plünderten dabei ungestraft die Gegend links und rechts des Flusses. Toulouse verschonten sie jedoch. Im gleichen Jahr erschien die Flotte, dezimiert durch Stürme, an den Küsten Asturiens. Sie plünderten Gijón, stießen aber bei dem Versuch, A Coruña einzunehmen, auf gut organisierten Widerstand seitens der Asturier unter König Ramiro. Die Flotte Björns und Hásteins umrundete daraufhin das Kap Finisterre und segelte in Richtung des maurischen Gebiets. Dreizehn Tage lang plünderte man an der Mündung des Tajo die Gegend von Lissabon. Noch bevor die islamischen Machthaber reagieren konnten, waren die Wikinger wieder auf hoher See.
Einige Schiffe trennten sich jedoch vom Rest und attackierten Arzila an der marokkanischen Atlantikküste. Der große Teil der Flotte hingegen zog Richtung Cádiz, das ebenso wie das im Landesinneren gelegene Medina-Sidonia geplündert wurde. Anschließend fuhr man weiter den Guadalquivir hinauf und stürmte Sevilla. Für ganze sechs Wochen, so berichten die Quellen, war Sevilla in Wikinger-Hand. Dann startete Emir Abd ar-Rahman II. jedoch den Gegenangriff. Es gelang ihm, einen Großteil der Wikingerflotte zu vernichten. Zahlreiche Gefangene ließ er in Sevilla und Umgebung aufhängen. Die abgeschlagenen Köpfe von zweihundert hochrangigen Kriegern schickte er an seine Verbündeten in Marokko.
Björn und Hástein erkannten ihre ausweglose Lage. Mit den Beutestücken, die sie bislang gemacht hatten, erkauften sie sich freien Abzug aus maurischem Gebiet. Geschlagen traten sie die Reise in die Heimat an, was sie allerdings nicht davon abhielt, auch auf dem Rückweg zu plündern. Ein Jahr nach ihrem Aufbruch erschien die Flotte wieder in Aquitanien.

## Diplomatie
Im Jahr 845 soll Emir Abd ar-Rahman II. einen seiner erfahrensten Diplomaten, Yahya ibn Hakam al-Bakri, genannt al-Ghazal mit der Aufgabe betraut haben, an den Hof des Königs der Madschūs (wie die Mauren die Nordmänner nannten) zu reisen, um sie von einem erneuten Angriff auf al-Andalus abzubringen. Dies wird für eine Legende gehalten. Nach dieser soll er neun Monate unterwegs gewesen sein. Die Seefahrt wurde zum Anlass von allerhand abenteuerlichen Berichten und Erzählungen, was er dabei erlebt habe. Es soll eine Inselwelt mit schönen Gärten und großen Flüssen gewesen sein. Man erreiche sie nach einer dreitägigen Reise per Schiff vom Festland.
Der Bericht von al-Ghazals Reise ist geschmückt mit zahlreichen Anekdoten. So sei dem Diplomaten vor seiner Reise vom Emir befohlen worden, nicht vor dem Wikingerherrscher niederzuknien. Als al-Ghazal dort eintraf, musste er allerdings feststellen, dass der Wikinger den Eingang zu seinem Thronsaal so niedrig hatte konstruieren lassen, dass man unweigerlich auf Knien hätte hindurchschreiten müssen. Al-Ghazal aber legte sich auf den Rücken und kroch, mit den Füßen voran, bis vor den König. Nachdem er seine Mission erledigt hatte, kehrte al-Ghazal nach einer angeblich neunmonatigen Reise auf dem Atlantik nach Córdoba zurück.
Die Historizität dieser diplomatischen Mission ist sehr umstritten. Vor allem scheinen viele der Anekdoten erst in späterer Zeit hinzugefügt worden zu sein. Ebenso ist unklar, ob al-Ghazal in Dänemark bei König Erik oder auf Irland bei Hochkönig Turgesius gewesen sein soll. Und selbst wenn es jene Mission gegeben haben sollte, so hielt sie die Wikinger doch nicht davon ab, knapp 15 Jahre später einen erneuten Raubzug in Richtung Iberischer Halbinsel zu unternehmen.

## Raubzug 859–862

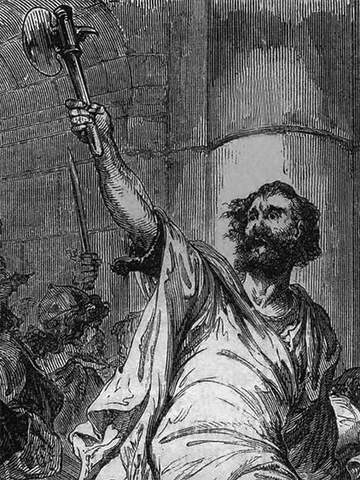
Hástein 859 in Luna (Italien)

Im Jahr 859 waren es erneut die Söhne Ragnarr Loðbrókrs, Björn Járnsiða und Hástein, die mit einer diesmal 62 Schiffe zählenden Flotte die westatlantische Küste plünderten. Abermals attackierten sie zuerst das christliche Königreich Asturien, das sich unter König Ordoño I. jedoch mit einer eigenen Flotte verteidigen konnte. Die Wikingerflotte zog nun in südlicher Richtung an der iberischen Westküste entlang. Zwei vorausfahrende Schiffe wurden dabei von einem patrouillierenden maurischen Verband aufgegriffen. Mit Erstaunen stellten die Muslime fest, dass die Madjus schon reiche Beute gemacht hatten, denn die Schiffe waren bereits mit Gold und Silber beladen.
Der Hauptteil der Flotte erreichte bald darauf das Mündungsgebiet des Guadalquivir, vermutlich mit der Absicht, erneut Sevilla und möglicherweise auch Córdoba zu attackieren. Diesmal jedoch schickte ihnen der neue Emir Muhammad I. eine maurische Flotte entgegen. Unter dem Kommando eines gewissen Chaschchāsch ibn Saʿīd ibn Aswad gelang den Muslimen zwar kein vollständiger Sieg, zumindest aber konnten sie die Angreifer zurückdrängen und von der Plünderung entlang der südspanischen Atlantikküste abbringen.
Ein Teil der Wikingerflotte war jedoch immer noch intakt, und so durchquerten sie die Straße von Gibraltar (in den nordischen Quellen Njörvasund). Sie attackierten das unvorbereitete Algeciras an der südspanischen Mittelmeerküste, plünderten es und brannten die große Moschee nieder. Anschließend segelten sie nach Süden Richtung Marokko, um dort in Mazimma einzufallen. Es gelang ihnen wohl, eine Anzahl schwarzer Sklaven (bei den Wikingern blámaðr, also Blaumänner genannt) zu ergreifen, die sie als eine Art Souvenir in die Heimat mitnahmen. So berichten es zumindest irische Quellen.
Nach acht Tagen wandte sich die Flotte Björns und Hásteins wieder nach Norden. Zuerst plünderten sie die Gegend von Murcia, dann überfielen sie der Reihe nach die Baleareninseln Ibiza, Formentera, Mallorca und Menorca. Im Gegensatz zu späteren Eroberungszügen hatten die Wikinger aber nicht vor, dauerhafte Besitzungen zu erobern. Nach ausgiebiger Plünderung verließen sie die Inseln wieder, sodass sie weiterhin unter maurischer Herrschaft blieben.
Im Herbst 859 fielen sie im Roussillon ein und nahmen womöglich die Plünderung Narbonnes in Angriff. Wenig später schlugen sie in der Camargue nahe der Rhonemündung ein Lager auf, in welchem sie überwinterten. Im Frühjahr 860 nutzten sie das Lager für Raubzüge flussaufwärts nach Arles, Nîmes, Valence sowie zu zahlreichen Klöstern im Umland. In manchen Gegenden stießen sie dabei allerdings auf erfolgreichen Widerstand. Ein Teil der Flotte, vermutlich unter dem Kommando Hásteins steuerte in südöstlicher Richtung Italien an. Sie folgten dem Lauf des Arno, nahmen Fiesole ein und verwüsteten Pisa.
Möglicherweise ins Reich der Legenden gehört die Begebenheit, dass Hástein versucht haben soll, Rom, die vermeintliche Hauptstadt der Welt einzunehmen. Der Wikinger täuschte seinen Tod vor und bat zuvor um ein christliches Begräbnis. Nachdem der vermeintliche Leichnam Hásteins in die Kirche eskortiert worden war, sprang dieser auf und erschlug zusammen mit seinen Gefolgsleuten die anwesenden Geistlichen. Am Ende mussten die Wikinger jedoch feststellen, dass sie nicht Rom, sondern die Stadt Luna unter Kontrolle gebracht hatten. Diese Anekdote, die in ähnlicher Form auch für einen Kriegszug Harald Hardraadas 200 Jahre später existiert, entbehrt aber vermutlich jeder Historizität.
Der weitere Verlauf des Wikingerraubzugs ist unklar. Manche Quellen berichten, Björn und Hástein seien bis Griechenland und Alexandria in Ägypten gesegelt. Da es sich aber nicht um zeitgenössische Quellen handelt, ist auch hier die Historizität zweifelhaft. Im Sommer 861 durchquerte die Wikingerflotte jedenfalls wieder die Straße von Gibraltar. Erneut stellte sich ihnen eine maurische Flotte in den Weg und verhinderte so die Plünderung al-Andalus'. Die Reste der Flotte segelten wieder nordwärts auf dem Atlantik. Es gelang ihnen noch ein Angriff auf das baskische Pamplona, bevor sie 862 wieder an der Loiremündung auftauchten.

## Folgen
Der Wikingerraubzug von 859 bis 862 blieb – sollte er in dieser Form stattgefunden haben – für über 100 Jahre der einzige Angriff der Nordmänner auf Spanien. Erst in den 960ern gab es erneute Raubzüge nach Santiago de Compostela und zum Umayyaden-Kalifat. Die Wikinger beschränkten sich Ende des 9. Jahrhunderts auf Angriffe auf das näher gelegene Frankenreich, wo sie unter anderem Raubzüge in das Rheinland unternahmen und 885/86 Paris belagerten.